# Cleoselene
Cleoselene ist der innere und kleinere der beiden Monde des Hauptgürtel-Asteroiden (216) Kleopatra. Ihr mittlerer Durchmesser beträgt rund 6,9 Kilometer, was etwa 1/18 von Kleopatras mittlerem Durchmesser entspricht.

## Entdeckung und Benennung
Cleoselene wurde auf Aufnahmen vom 19. September 2008 von Franck Marchis, Pascal Descamps, Jérôme Berthier und J. P. Emery unter Verwendung adaptiver Optik am 10–m–Keck II-Teleskop auf dem Mauna Kea auf Hawaii am gleichen Tag kurz nach Alexhelios entdeckt. Kleopatra befand sich zu dieser Zeit in einer günstigen Entfernung von 1,23 AE von der Erde. Bereits 1993 wurde eine Suche nach Begleitern mit dem Hubble-Weltraumteleskop erfolglos durchgeführt, allerdings war Kleopatra zu dem Zeitpunkt 2,38 AE entfernt. Die Entdeckung wurde am 24. September 2008 bekanntgegeben; der Mond erhielt die vorläufige Bezeichnung S/2008 (216) 2.
Das Kleopatra-System ist nach (87) Sylvia, (45) Eugenia und (3749) Balam das vierte entdeckte Asteroiden-Mehrfachsystem im Hauptgürtel und das sechste insgesamt.
Am 18. Februar 2011 wurden beide Monde dann offiziell nach den beiden Kindern der Kleopatra und des Marcus Antonius, Kleopatra Selene II. und Alexander Helios, benannt. In der Griechischen Mythologie repräsentiert Selene den Mond und Helios die Sonne.

## Bahneigenschaften
Cleoselene umläuft Kleopatra auf einer prograden, elliptischen Umlaufbahn in einem mittleren Abstand von rund 454 Kilometern zu deren Zentrum (etwa 7,5 Kleopatra-Radien). Die Bahnexzentrizität ist mit 0,00 praktisch kreisförmig, die Bahnneigung beträgt etwa 49°. Die Umlaufbahn des äußeren Mondes Alexhelios ist im Mittel etwa 224 km vom Orbit von Cleoselene entfernt.
Cleoselene umrundet Kleopatra in 1 Tag und 5,8 Stunden, was etwa 1375,6 Umläufen in einem Kleopatra-Jahr (rund 4,67 Erdjahre) entspricht.

## Physikalische Eigenschaften

### Größe
Cleoselene hat einen Durchmesser von 6,9 km, beruhend auf dem Kleopatra entsprechenden angenommenen gleichen Rückstrahlvermögen von 11,6 %. Die Oberfläche ist damit relativ dunkel.
Ausgehend von einem mittleren Durchmesser von 6,9 km ergibt sich eine Oberfläche von etwa 150 km2, was etwas weniger als der Fläche Liechtensteins entspricht.
Bestimmungen des Durchmessers für Cleoselene
| Jahr | Abmessungen km | Quelle          |
| ---- | -------------- | --------------- |
| 2008 | 3,0            | Marchis et al.  |
| 2010 | 6,9 ± 1,6      | Descamps et al. |

Die präziseste Bestimmung ist fett markiert.

### Innerer Aufbau
Da Cleoselene vermutlich aus demselben Material wie Kleopatra besteht, wird die Dichte wie bei Kleopatra auf 3,6 g/cm3 geschätzt. Es ist daher anzunehmen, dass Cleoselene im Innern porös ist und wie der Mutterkörper zu den Rubble Piles gehört.
Die mittlere Oberflächentemperatur beträgt rund 166 K (−107 °C).
Berechnungen zufolge hat sich Kleopatras seltsame Form, deren Rotation und der Mond Alexhelios durch einen schiefwinkligen Einschlag vor etwa 100 Millionen Jahren geformt. Demnach hat die durch den Einschlag angestiegene Rotation den Mutterasteroiden in die heute beobachtete längliche Form gezogen und das Abbrechen von Alexhelios verursacht. Das Abbrechen von Cleoselene hat sich anscheinend wesentlich später ereignet, dieses Ereignis wird vor 10 Millionen Jahren angenommen.